# Andreas-Hofer-Kaserne
Die Andreas-Hofer-Kaserne ist eine Kaserne des Österreichischen Bundesheeres in Absam im Bundesland Tirol.

## Geschichte der Kaserne
Seit 1900 wurde das 157.381 m² große Areal als Schießstand Thaurer Mure genutzt. 1939 kaufte der Reichsfiskus „Heer“ das Gelände. Ab 1940 wurde dort mit dem Bau der Kaserne begonnen. 
1945 kam es zur Beschlagnahmung der Kaserne durch die französische Besatzungsmacht. Nach Plünderungen durch Einheimische blieben von den Gebäuden nur noch Ruinen übrig.
Erst im Jahre 1952 wurde die Kaserne von einer französischen Pioniereinheit, die hier einen Teil ihres 36 Monate dauernden Militärdienstes absolvierte, ausgebaut und bezogen. Im Dezember 1953 erfolgte die Übergabe der Kaserne an den Kommandanten der 1. Unterabteilung der Gendarmerieschule Tirol I, Stabsrittmeister Rudolf Seyerl.
Seit dem 22. September 1955 ist das Österreichische Bundesheer in der Kaserne stationiert. In den Jahren 1989 und 1992 wurden umfangreiche Renovierungen durchgeführt und einige Neubauten errichtet.
Als Würdigung des Tiroler Freiheitskampfes wurden viele Kasernen im Bundesland mit historischen Namen der Tiroler Freiheitskämpfer bezeichnet. Daher wird die Kaserne in Absam als „Andreas-Hofer-Kaserne“ bezeichnet.

## Auflistung stationierter Einheiten
- 1956 – 1978: Jägerbataillon 22
- 1979 – 30. April 1994: Landwehrstammregiment 62 mit folgenden Kompanien:
  - Stabskompanie
  - 2. Ausbildungskompanie
  - 3. Ausbildungskompanie
  - Wirtschaftsversorgungsstelle
  - Ab 1989 zusätzlich die 1. Ausbildungskompanie
- 1. Oktober 1994 – 31. März 1999: Jägerregiment 6 mit folgenden Kompanien:
  - Stabskompanie / 6
  - 1. Jägerkompanie / 6
  - 2. Jägerkompanie / 6
  - Betriebsstaffel / AHK
- 1. April 1999 – 2007: Kommando der 6. Jägerbrigade mit folgenden Kompanien:
  - Hochgebirgskompanie / Stabsbataillon 6
  - Ausbildungskompanie / Militärkommando Tirol
  - Betriebsstaffel / AHK
- 2007 – heute: Kommando der 6. Jägerbrigade mit folgenden Kompanien:
  - Lehrkompanie / Stabsbataillon 6
  - ABC-Abwehrkompanie / Stabsbataillon 6
  - Betriebsstaffel / AHK